# Dhanus
Dhanus es un género de pseudoscorpiones de la familia Ideoroncidae.  Se distribuye por Asia.

## Especies
Según Pseudoscorpions of the World 1.2::
- Dhanus afghanicus Beier, 1959
- Dhanus doveri Bristowe, 1952
- Dhanus indicus Murthy & Ananthakrishnan, 1977
- Dhanus pohli Mahnert, 2007
- Dhanus siamensis (With, 1906)
- Dhanus socotraensis Mahnert, 2007
- Dhanus sumatranus (Redikorzev, 1922)
- Dhanus taitii Mahnert, 2007

## Publicación original
- Chamberlin, 1930: A synoptic classification of the false scorpions or chela-spinners, with a report on a cosmopolitan collection of the same. Part II. The Diplosphyronida (Arachnida-Chelonethida). Annals and Magazine of Natural History, ser. 10, vol. 5, pp. 1-48 y 585-620.